# Бансе, Аристид
Аристи́д Бансе́ (фр. Aristide Bancé; 19 сентября 1984, Абиджан, Кот-д’Ивуар) — буркинийский футболист, нападающий.

## Биография
Родился в Кот-д’Ивуаре, где некоторое время жили его родители. Несколько лет спустя они возвратились в Буркина-Фасо. Там, в уже довольно зрелом для футбола 15-летнем возрасте, отец отвел его в клуб.

### Клубная карьера
В чемпионате Буркина-Фасо успел сменить три местных клуба позже его заметили и пригласили в Европу.
Зимой 2003 года перешёл в бельгийский «Локерен». В последнем сезоне за «Локерен» в 28 играх он забил 15 мячей, сделав два хет-трика — в матчах с «Бевереном» и «Вестерло». Всего же в чемпионате Бельгии Бансе забил 27 голов в 77 матчах.
Летом 2006 года перешёл в «Металлург» Донецк, подписал контракт сроком действия соглашения на 4 года. Аристид забил свой первый гол в составе новой команды 30 июня в товарищеском матче против «Металлиста». За «Металлург» провёл 12 матчей и забил 2 мяча в Высшей лиге. Провёл 1 матч в Кубке Украины 2006/07. Первый матч в Высшей лиге провёл 26 июля 2006 года в матче с «Днепром» (0:2). Первый мяч в «вышке» забил 19 ноября 2006 года в матче с «Таврией» (1:2).
В 2007 году отправился в аренду в бельгийский клуб «Жерминаль Беерсхот». В 2008 году был отдан в аренду немецкому клубу «Киккерс» из Оффенбаха где забил 4 мяча в 10 матчах.
Летом 2008 года был продан «Майнцу». В июне 2012 года Бансе перешёл в «Аугсбург». 2 сентября 2013 года Бансе отправился в аренду в дюссельдорфскую «Фортуну». В 2015 году перешёл в клуб казахстанской Премьер-лиги «Иртыш» (Павлодар).

### Карьера в сборной
В сборной играет с 2003 года. В одном из интервью летом 2006 года он сказал что забил 6 мячей за сборную, на официальном сайте «Металлурга» указано что он сыграл 6 игр за сборную Буркина-Фасо. Участник юношеского чемпионата мира 2003 года.

## Достижения
- Чемпион Кот-д’Ивуара (1): 2016/17